# Smaad
Smaad is de aantasting van de eer, goede naam of het aanzien van iemand anders. Van Dale omschrijft smaad als 'bejegening die iemands eer, goede naam of aanzien aantast, opzettelijke grievende belediging' en in het Belgisch-Nederlands als 'daden, woorden, gebaren en bedreigingen die gericht zijn tegen overheidspersonen in functie', terwijl het Etymologisch woordenboek van het Nederlands als betekenis 'openbare aantasting van iemands waardigheid' geeft. Het is afgeleid van het Middelnederlandse woord smade, dat 'aantasting van iemands waardigheid' betekent, en verwant aan het Oudhoogduits smahen dat de betekenis van vernederen, kleineren, geringschatten heeft.
Juridisch gezien heeft het woord smaad in België en Nederland een verschillende betekenis. In België kan men slechts specifieke overheidsfunctionarissen door woorden, daden, gebaren of bedreigingen smaden. In Nederland is smaad een specifieke vorm van strafbare belediging, waarbij men de eer of goede naam van iemand aantast door tenlastelegging van een bepaald feit en met het doel daar ruchtbaarheid aan te geven. Smaad gepleegd door het verspreiden van een geschrift of afbeelding wordt in Nederland smaadschrift genoemd. Daar is de laster ook een specifieke vorm van smaad, waarbij de dader weet dat zijn beschuldiging niet waar is.

## Naar land

### Belgisch strafrecht
Het Belgische Strafwetboek (artt. 275-282) reserveert het begrip smaad voor woorden, gebaren en bedreigingen tegen ministers, leden van de wetgevende kamers, dragers van het openbare gezag of van de openbare macht. 

Het is een wanbedrijf en raakt derhalve de openbare orde: het openbaar gezag wordt moreel aangetast. De dader moet het opzet hebben oneerbiedig te zijn of de persoon belachelijk te willen maken.
De straffen op dit wanbedrijf zijn tamelijk tolerant: de maximumstraf is een maand gevangenis en/of een geldboete van 200 euro. 

In de praktijk gebeurt het weleens dat een politieambtenaar gekrenkt is in de waardigheid van zijn ambt (door bijvoorbeeld beledigingen) en een proces-verbaal voor smaad opmaakt. Beledigingen aan gewone medeburgers zijn in uitzonderlijke gevallen strafbaar als laster en eerroof.

### Nederlands strafrecht
Smaad is opgenomen in de zestiende titel met opschrift belediging van het tweede boek van het Wetboek van Strafrecht. Smaad is een strafbare vorm van belediging waarbij de eer of goede naam van het slachtoffer wordt gekwetst. Het onderscheidt zich van andere vormen van belediging, zoals de eenvoudige belediging, doordat smaad altijd gepleegd moet worden door telastlegging van een bepaald feit en met het doel om daaraan ruchtbaarheid te geven. Wil er sprake zijn van smaad en niet slechts belediging, dan moet het feit wel een bepaalde mate van concreetheid bezitten, een vage beschuldiging is niet voldoende; het moet voldoende duidelijk zijn op welke handeling van het slachtoffer de beschuldiging ziet. 
Smaad gepleegd door middel van verspreiding van een geschrift of afbeelding (daartoe wordt ook een video- en geluidsdrager gerekend) valt onder de strafverzwarende vorm smaadschrift. Laster is in het Nederlandse recht een gekwalificeerde vorm van smaad, waarbij de dader weet dat de beschuldiging niet waar is. In tegenstelling tot de laster, waar altijd sprake van een bewuste leugen dient te zijn, kan de beschuldiging bij smaad zowel uit een onwaarheid als een waarheid bestaan. Men kan zich dus strafbaar maken aan smaad door tenlastelegging van een waar feit, doorslaggevend is of de eer of goede naam wordt aangerand door het ten laste gelegde feit.
| Wet(boek)    | Strafrecht |
| Artikel      | 261 |
| Omschrijving | 1. Hij die opzettelijk iemands eer of goede naam aanrandt, door telastlegging van een bepaald feit, met het kennelijke doel om daaraan ruchtbaarheid te geven, wordt, als schuldig aan smaad, gestraft met gevangenisstraf van ten hoogste zes maanden of geldboete van de derde categorie. 2. Indien dit geschiedt door middel van geschriften of afbeeldingen, verspreid, openlijk tentoongesteld of aangeslagen, of door geschriften waarvan de inhoud openlijk ten gehore wordt gebracht, wordt de dader, als schuldig aan smaadschrift, gestraft met gevangenisstraf van ten hoogste een jaar of geldboete van de derde categorie. 3. Noch smaad, noch smaadschrift bestaat voor zover de dader heeft gehandeld tot noodzakelijke verdediging, of te goeder trouw heeft kunnen aannemen dat het te last gelegde waar was en dat het algemeen belang de telastlegging eiste. |